# Công tước xứ Newcastle

Huy hiệu của Thomas Pelham-Holles, Công tước thứ nhất của xứ Newcastle

Công tước xứ Newcastle (tiếng Anh: Duke of Newcastle) là một tước hiệu đã được tạo ra 3 lần, một lần thuộc Đẳng cấp quý tộc Anh và hai lần thuộc Đẳng cấp quý tộc Đại Anh. Việc ban tước hiệu đầu tiên được thực hiện vào năm 1665 cho William Cavendish, Hầu tước thứ nhất xứ Newcastle. Ông là một chỉ huy của phe bảo hoàng nổi tiếng trong Nội chiến Anh.
Lần tạo ra gần nhất của tước hiệu Công tước xứ Newcastle là vào năm 1756, trao cho Thủ tướng Anh Thomas Pelham-Holles, tước vị được truyền lại đến đời công tước thứ 10 thì tuyệt tự vào năm 1988.